# Prolusio Florae japonicae
Prolusio Florae japonicae (abreviado Prol. Fl. Japon.) es un libro con ilustraciones y descripciones botánicas que fue escrito por el botánico holandés Friedrich Anton Wilhelm Miquel. Fue publicado en Ámsterdam, en los años 1865—1867.
Friedrich Anton Wilhelm Miquel, aunque no hizo viajes distantes, acumuló una amplia colección de flora de Australia y de las Indias Orientales Neerlandesas gracias a una extensa red de corresponsales. 